# Matiacoali (departamento)
Matiacoali é um departamento ou comuna da província de Gourma no Burkina Faso. A sua capital é a cidade de Matiacoali.
Em 1 de julho de 2018 tinha uma população estimada em 81908 habitantes.